# Saint-Manvieu-Norrey
Saint-Manvieu-Norrey település Franciaországban, Calvados megyében. Lakosainak száma 2141 fő (2022. január 1.). Saint-Manvieu-Norrey Carpiquet, Verson, Thue et Mue és Rots községekkel határos.

## Népesség
A település népessége az elmúlt években az alábbi módon változott:
| Lakosok száma | 611  | 1031 | 1291 | 1723 | 1843 | 1909 | 1927 | 1955 | 2016 | 2141 |
|               | 1968 | 1982 | 1990 | 2006 | 2013 | 2015 | 2017 | 2019 | 2020 | 2022 |